# Gymnothorax albimarginatus
Gymnothorax albimarginatus  (лат.) — вид лучепёрых рыб из семейства муреновых (Muraenidae). Распространены в Индо-Тихоокеанской области. Морские придонные рыбы.

## Описание
Рыло закруглённое. Анальное отверстие обычно находится за серединой тела. Длина преанального расстояния укладывается 1,7—2 раза в общую длину тела. Высота тела на уровне анального отверстия укладывается 18—32 раза в общую длину тела. Спинной плавник начинается сразу за головой, тянется до хвостовой части тела и соединяется с хвостовым и анальным плавниками. Позвонков 184—195. Тело беловатого, светло-коричневого или бежевого цвета. Внешний край спинного плавника белый. Поры на челюстях белые.
Максимальная длина тела 106 см, а масса — 613,9 г.

## Ареал и места обитания
Широко распространены в Индо-Тихоокеанской области от юга Японии и Таиланда до Новой Каледонии, на восток до островов Общества и Гавайских островов.
Морские придонные рыбы. Обитают в рифовых областях над песчаными грунтами на глубине от 6 до 180 м. В дневные часы прячутся в расщелинах скал, ночью выбираются из убежищ в поисках добычи.